# Rampe du Moulin-Grivart
La rampe du Moulin Grivart est une voie située dans le quartier de Saint-Marc, à Brest, dans le Finistère, en France. Elle relie la rue Amiral-Troude à l’ancien site de Poullic-al-Lor, à proximité de l’actuel port de commerce.

## Situation et accès
La rampe descendant depuis les hauteurs du quartier de Saint-Marc vers les terre-pleins portuaires. Elle traverse une zone historiquement marquée par la présence de ruisseaux (Douric, Poul-ar-Bachet, Kerjean) et d'une carrières exploitées au XIXe siècle. Un lavoir se trouvait en contrebas.

## Origine du nom
La voie tire son nom du moulin Grivart, ancien moulin à eau situé sur le ruisseau de Kerjean. Le moulin est mentionné dès 1744 dans les registres de baptême de la paroisse de Lambézellec et appartenait à la famille Grivart .

## Historique

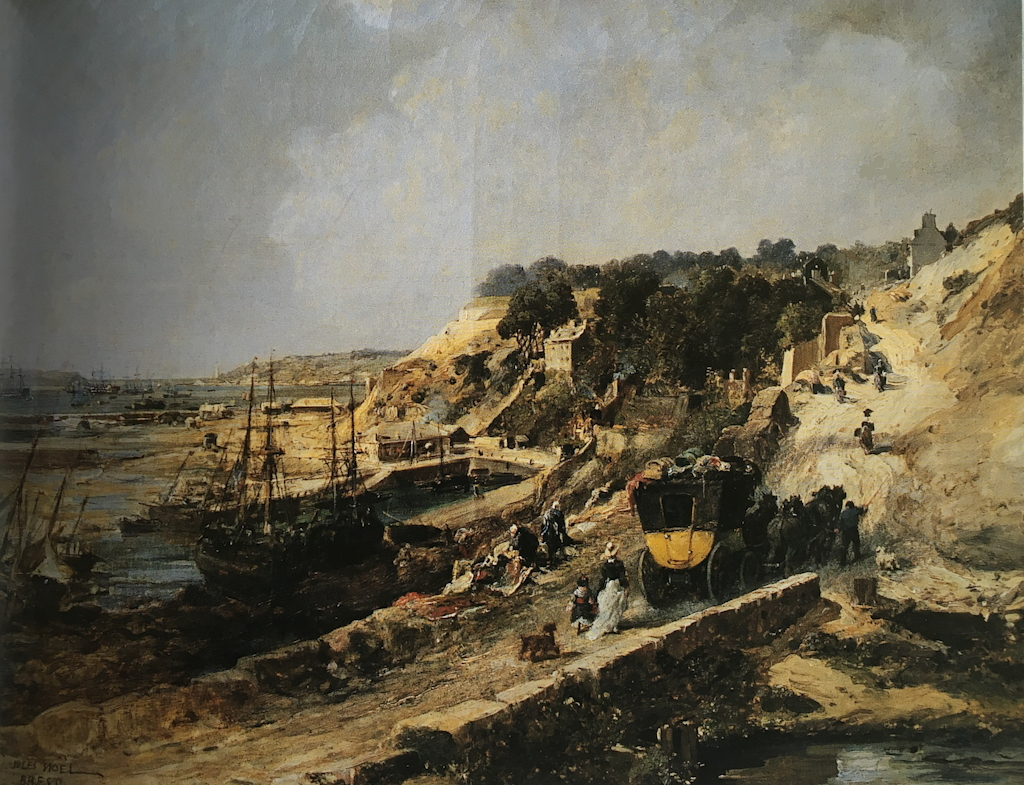
Peinture de Jules Noël

Dans la seconde moitié du XIXe siècle, les autorités municipales et la Chambre de commerce s’accordent pour déplacer les installations portuaires vers le site de Porstrein. À partir de 1850, les anses de Porstrein, du Moulin Grivart et de Poullic-al-Lor sont comblées. Des rampes d’accès sont alors créées pour relier ces nouvelles zones au reste de la ville.
La rampe du Moulin Grivart est construite dans ce contexte et achevée officiellement par délibération du conseil municipal le 22 février 1901. Elle permet un accès direct aux zones industrielles en plein développement à partir des hauteurs de Saint-Marc.

## Pour approfondir